# Joseph Wencker

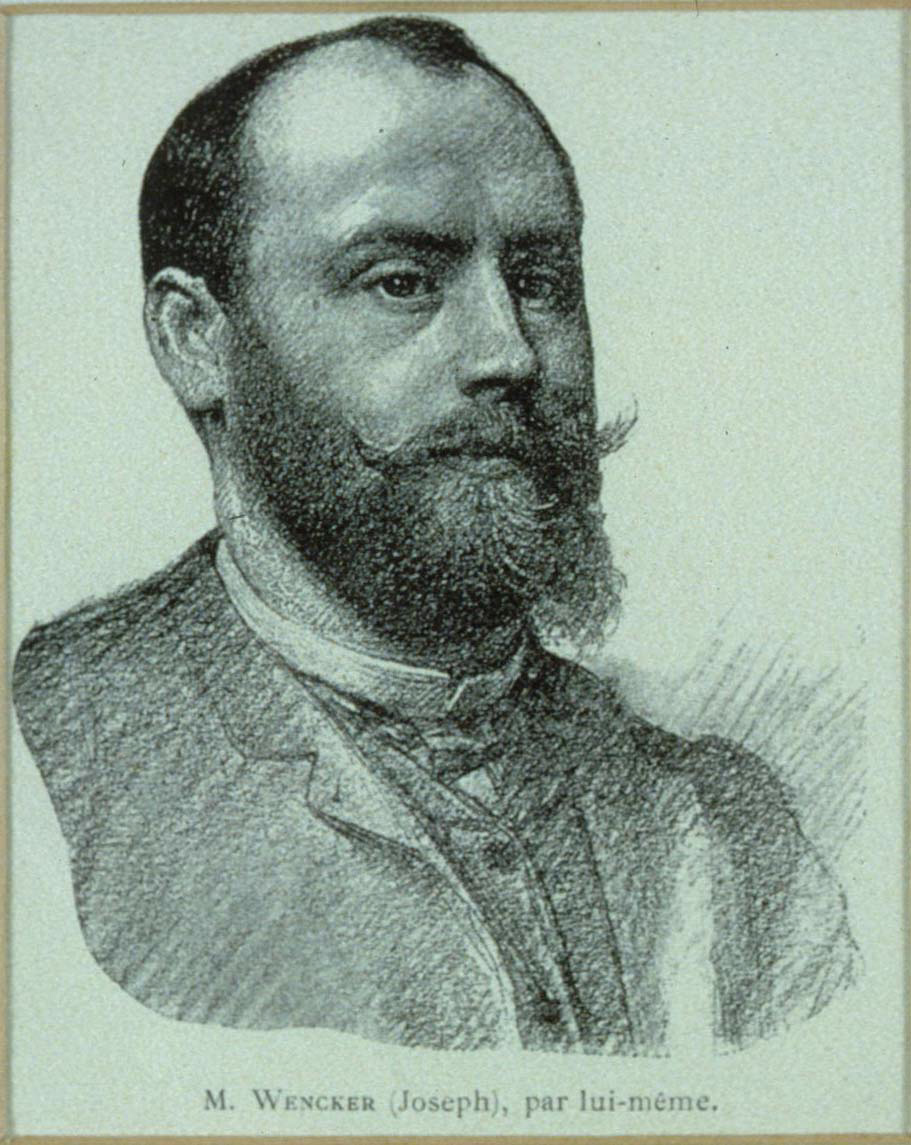
Joseph Wencker.

Joseph Wencker, född den 3 november 1848 i Strassburg, död den 21 december 1919 i Paris, var en fransk målare.
Wencker var elev till Gérôme och uppträdde på salongen 1873 med en antik scen kallad Intimité. Året därpå sände han I det gröna, en scen från Elsass. Han vann romerska priset 1880. Medaljer vann han för porträtt och för sin Priamus begär av Akilles Hektors lik. Bland hans tavlor märks för övrigt Saul hos spåkvinnan och framför andra den imponerande framställningen av Sankt Johannes Chrysostomus predikar mot kejsarinnan Eudoxia, en tavla som är hållen i den mest rena akademiska stil och som på den nationella utställningen 1883 jämte ett porträtt representerade sin mästare.